# Dennis Deletant

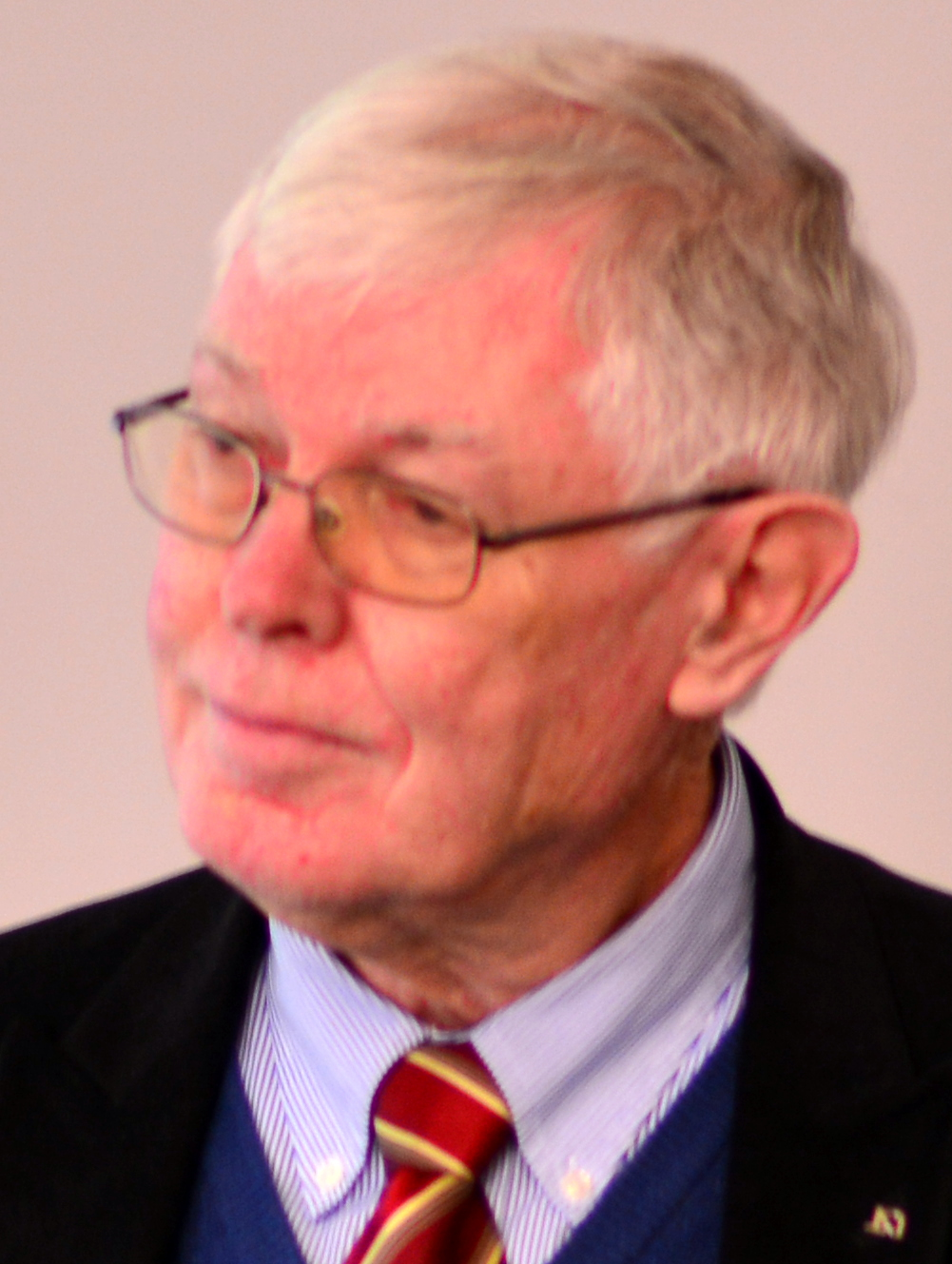
Dennis Deletant, 2019

Dennis Deletant (1946) es un historiador británico, especializado en el estudio de la historia de Rumanía durante el siglo XX, de la que es considerado uno de los principales expertos.
Es autor de obras como Colloquial Romanian (1984), Ceauşescu and the Securitate: Coercion and Dissent in Romania, 1965-1989 (1995), Communist Terror in Romania: Gheorghiu-Dej and the Police State 1948–1965 (1999), Security Intelligence Services in New Democracies: The Czech Republic, Slovakia and Romania (2001), junto a Kieran Williams, o Hitler's Forgotten Ally: Ion Antonescu and His Regime, Romania 1940–1944 (2006), sobre el dictador rumano Ion Antonescu, entre otras. También ha sido editor de Historians as Nation-Builders: Central and South-East Europe (1988), junto a Harry Hanak.